# Long Beach (New York)
Long Beach è un comune degli Stati Uniti d'America, situata nella Contea di Nassau, nello Stato di New York. La cittadina è posta su un'isola compresa tra l'Oceano Atlantico e la parte sud-orientale dell'isola di Long Island in corrispondenza della città di Hempstead. L'isola fu creata depositando sabbia al largo delle coste meridionali della contea. Per tale lavoro furono impiegati degli elefanti.
Nel luglio 2006 la città ha compiuto 100 anni. Merita di essere visitato il suo boardwalk (lungomare) interamente in legno, le spiagge bianche dove ogni estate si recano molti surfisti provenienti da New York o coloro che vogliono rilassarsi e allontanarsi dalla stressante vita della "Grande Mela". Sull'isola di Long Beach, oltre all'omonima città, sorge anche Point Lookout all'estremità orientale. Le case dell'isola sono molto originali e i giardini ben curati, così come i viali. A Long Beach si trovano anche una sinagoga e la chiesa di Saint Mary, frequentata anche dalla minoranza ispanica. Le attività principali sono da collegarsi al turismo.

## Infrastrutture e trasporti
Il comune è servito dall'omonima stazione ferroviaria della Long Island Rail Road.